# 土田荘
土田荘（つちだのしょう）は、大和国平群郡（現在の奈良県平群町）にあった荘園。

## 概要
元は東大寺領の荘園で、嘉祥2年（1107年）の同寺三綱らが出した解によれば、元は同寺上座威儀師慶寿が自己の私領田を寺に寄進し、そこからの加地子を花厳会（法華経を読誦する法会）に充てたことに由来する。だが、興福寺領の吐田荘など近隣の荘園との境界線が複雑で東大寺・興福寺との相論の対象となった。寿永2年（1183年）に作成された興福寺政所下文には「興福寺領上土田荘」が記載され、一方同時期以後の東大寺文書からは土田荘の記述が消えることから、興福寺領に移ったものと推定されている。